# 1973 (sång)
1973, skriven av Mark Batson och James Blunt, är en sång som 2007 släpptes som den första singeln från James Blunts andra studioalbum "All the Lost Souls". Den blev singeletta i länder som Australien och Schweiz.

## Listplaceringar
| Llista                                          | Topplacering |
| ----------------------------------------------- | ------------ |
| Australiska ARIA-singellistan                   | 11           |
| Österrikiska Top 40                             | 1            |
| Belgiska singellistan för Flandern              | 3            |
| Belgiska singellistan för Vallonien             | 1            |
| Kanadensiska Hot 100 Singles Chart              | 13           |
| Tjeckiska singellistan                          | 6            |
| danska singellistan                             | 9            |
| Nederländska singellistan                       | 3            |
| Finländska singellistan                         | 11           |
| Tyska singellistan                              | 2            |
| Ungerska singellistan                           | 11           |
| Irländska singellistan                          | 5            |
| Italienska singellistan                         | 1            |
| Italienska digitala nerladdningstopplistan      | 2            |
| Nyzeeländska singellistan                       | 9            |
| Norska singellistan                             | 7            |
| Rumänska singellistan                           | 31           |
| Slovakiska spellistan                           | 1            |
| Svenska singellistan                            | 7            |
| Schweiziska singellistan                        | 1            |
| Tokyo Hot 100                                   | 5            |
| Turkiska Top 20-listan                          | 1            |
| Brittiska singellistan                          | 4            |
| Brittiska nerladdningslistan                    | 4            |
| Amerikanska Billboard Hot 100                   | 73           |
| Amerikanska Billboard Eurochart Hot 100 Singles | 1            |
| Amerikanska Billboard Hot Digital Songs         | 59           |
| Amerikanska Billboard Pop 100                   | 60           |
| Venezolanska singellistan                       | 1            |

### Årsslutslistor
| År   | Lista                    | Ranking |
| ---- | ------------------------ | ------- |
| 2008 | Tyska singellistan       | #95     |
| 2007 | Australiska singellistan | #76     |
| 2007 | Tyska singellistan       | #17     |

### Fotnoter
1. 1 2 3 4 5 6 7 8 9 10  PeaksWorld
2. ↑  Ö3 Austria Top 40
3. ↑  ”Canadian Hot 100”. Arkiverad från originalet den 5 oktober 2012. https://web.archive.org/web/20121005063044/http://www.billboard.com/bbcom/charts/chart_display.jsp?JSESSIONID=W3msGG2WpXRvG0DhkVHJXDvm1Jw1P27VZtzQTTTnlDtZXhc4Nyn0!-898328196&f=Canadian+Hot+100&pageNumber=Top+11-50&g=Singles. Läst 9 april 2011.
4. ↑  Czech Singles Chart
5. ↑  German Singles Chart Arkiverad 27 februari 2009 hämtat från the Wayback Machine.
6. ↑  Hungary Singles Chart Arkiverad 23 februari 2010 hämtat från the Wayback Machine.
7. ↑  ”Ireland Singles Chart”. Arkiverad från originalet den 2 september 2008. https://web.archive.org/web/20080902235223/http://www.irma.ie/aucharts.asp. Läst 9 april 2011.
8. ↑  Italian Singles Chart Arkiverad 5 mars 2008 hämtat från the Wayback Machine.
9. ↑  Italy Top Digital Download Chart Arkiverad 24 oktober 2013 hämtat från the Wayback Machine.
10. ↑  Romanian Singles Top 50 Arkiverad 18 februari 2006 hämtat från the Wayback Machine.
11. ↑  Sns Ifpi Arkiverad 10 januari 2007 hämtat från the Wayback Machine.
12. ↑  Tokyo Hot 100
13. ↑  Turkey Top 20 Chart Arkiverad 20 april 2008 hämtat från the Wayback Machine.
14. 1 2  UK Singles+Download Chart Arkiverad 14 november 2009 hämtat från the Wayback Machine.
15. ↑  Venezuela Top 20 Arkiverad 6 maj 2008 hämtat från the Wayback Machine.
16. ↑  ”:: MTV | Single Jahrescharts 2008 | charts”. Mtv.de. 16 december 2008. Arkiverad från originalet den 9 juni 2009. https://web.archive.org/web/20090609150517/http://www.mtv.de/charts/Jahrescharts2008. Läst 11 september 2010.
17. ↑  ”ARIA Charts – End Of Year Charts – Top 100 Singles 2007”. Australian Recording Industry Association. http://www.aria.com.au/pages/aria-charts-end-of-year-charts-top-100-singles-2007.htm. Läst 8 januari 2011.
18. ↑  ”:: MTV | Single Jahrescharts 2007 | charts”. Mtv.de. 4 januari 2008. Arkiverad från originalet den 24 januari 2010. https://web.archive.org/web/20100124135003/http://www.mtv.de/charts/Single_Jahrescharts_2007. Läst 11 september 2010.

| Företräddes av "Vayamos compañeros" av Marquess | Singeletta i Schweiz 2 september-28 oktober 2007 | Efterträddes av "Don't Stop the Music" av Rihanna |